# Gada-Mayo (Petté)
Pour les articles homonymes, voir Gadamayo.
Gada-Mayo est une localité du Cameroun située dans l'arrondissement de Petté, le département du Diamaré et la région de l’Extrême-Nord. Elle fait partie du canton de Petté rural.

## Population
En 1975, la localité comptait 75 habitants, dont 68 Peuls et 7 Toupouri.
Lors du recensement de 2005, on y a dénombré 110 personnes.